# Francesco Antonio Urio
Francesco Antonio Urio   (Milà, 1631 - Milà, 1719) fou un compositor italià de l'època barroca.
El 1690 va professar en l'orde Franciscana i aquell mateix anys fou nomenat mestre de capella de l'església dels Dotze Apòstols de Roma. Urio va ocupar llocs de mestre de capella a: la catedral de Spoleto (1679), Urbino (1681–83), Assís, Frari a Venècia (1697) i a S. Francesco a Milà (1715– 19).
Va escriure nombroses obres del gènere religiós, sent les més conegudes i celebrades en el seu temps: Motetti di concerto a 2, 3 e 4 voci con violini e senza; Salmi concertanti a 3 voci con violini; l'oratori Sansone accescato da Filistei, i un Te deum.
Sembla provat, envers aquesta última obra, que Händel prengué d'ella forces temes, els quals, convenientment modificats, emprà en alguns dels seus Oratoris, entre ells Saul, Israel in Egypt i Giulio Cesare, i en el seu Dettingen Te Deum. D'aquests plagis se'n han ocupat els musicòlegs Sedley Taylor, en el seu llibre The indebtedness of Haendel to other composers (1906), i R. Roland, a Les plagiats de Haendel (1910).